# Site archéologique de Calçoene
Le site archéologique de Calçoene, situé près de Calçoene dans l'État d'Amapá au Brésil, compte un ensemble mégalithique dont l'organisation présente des similitudes avec Stonehenge. Selon certaines hypothèses, il pourrait s'agir d'un observatoire astronomique.

## Présentation générale
En 2006, une équipe d'archéologues brésiliens a découvert dans le bassin amazonien, près de la Guyane française, dans la région de Calçoene dans l'État d'Amapá, un observatoire astronomique datant de l’époque antique, remontant probablement à 2000 ans d'après l'étude du matériel céramique trouvé sur les lieux.
Selon l’archéologue Mariana Petry Cabral, de l’Institut de recherche scientifique et technologique d’Amapá (IEPA), seule une société organisée aurait pu être en mesure d’ériger un tel monument. 
L’observatoire est constitué de 127 blocs de granite, chacun d’une hauteur de 3 à 4 mètres, disposés en cercles réguliers dont le plus grand fait 30 mètres de diamètre. Le site se situe dans une clairière de la forêt amazonienne. 
Leurs emplacements suggèrent un temple ou un observatoire solaire, avec des positionnements vers le solstice d’hiver.

## Parc archéologique du Solstice
Le « Parc archéologique du Solstice » (« Parque arqueológico do Solstício ») se situe sur le territoire de la municipalité de Calçoene, dans le nord de l'État de l'Amapá. C'est dans ce lieu aménagé, ouvert au public, que l'on peut découvrir cet observatoire indigène. Les ressemblances avec la structure de Stonehenge, à Salisbury en Angleterre, ont étonné les chercheurs. Les Brésiliens l'ont surnommé le « Stonehenge de l'Amapá ». Les fouilles archéologiques ont mis au jour des vestiges indigènes (artefacts et poteries). À l'heure actuelle, les archéologues ne sont pas certains que cet ensemble mégalithique soit réellement un observatoire. Le lieu de Calçoene est connu de la communauté scientifique internationale depuis 1950.

## Liens
- (fr) Dépêche AFP du 13 mai 2006 (non crédité)
- (fr) Radio Canada du 15 mai 2006
- (fr) Note sur des structures mégalithiques en Guyane brésilienne, Amapá
- (en) BBC du 13 mai 2006
- (en) Archeoastronomy
- (pt) João Darcy de Moura Saldanha et Mariana Petry Cabral, As estruturas megalíticas da foz do amazonas, Grupo de estudos do megalitismo alentejano, 2008 ; Paisagens megalíticas na costa norte do Amapá, dans Revista de Arqueologia, 21 (2), 2008